# Petroica pusilla
Petroica pusilla là một loài chim thuộc chi Petroica được tìm thấy ở Melanesia và Polynesia. Bộ lông của loài này tương tự như bộ lông của Petroica boodang tại Úc, và cho đến gần đây cả hai được coi cùng một loài cho đến khi được tách ra vào năm 1999 bởi Schodde và Mason.. 14 phân loài của loài chim này hiện đang được công nhận, và những phân loài này thể hiện sự khác biệt đáng kể về bộ lông, chế độ ăn và môi trường sống. Petroica multicolor trước đây được xem là một phân loài của P. pusilla, nhưng nay được coi là một loài riêng biệt.